# Duellmanohyla schmidtorum
Duellmanohyla schmidtorum es una especie de anfibios de la familia Hylidae.
Habita en el sudoeste de Guatemala y el sur de México.
Sus hábitats naturales incluyen bosques templados, montanos secos y ríos. Está amenazada de extinción por la destrucción de su hábitat natural.